# پیر سی
پیر سی (فرانسوی: Pierre Six‎; ۱۸ ژانویهٔ ۱۸۸۸ – ۷ ژوئیهٔ ۱۹۱۶) بازیکن فوتبال اهل فرانسه بود.
از باشگاه‌هایی که در آن بازی کرده‌است می‌توان به باشگاه فوتبال لو آور و باشگاه فوتبال استاد رنس اشاره کرد.
وی همچنین در تیم ملی فوتبال فرانسه بازی کرده‌است.